# Münzschatz von Kabul

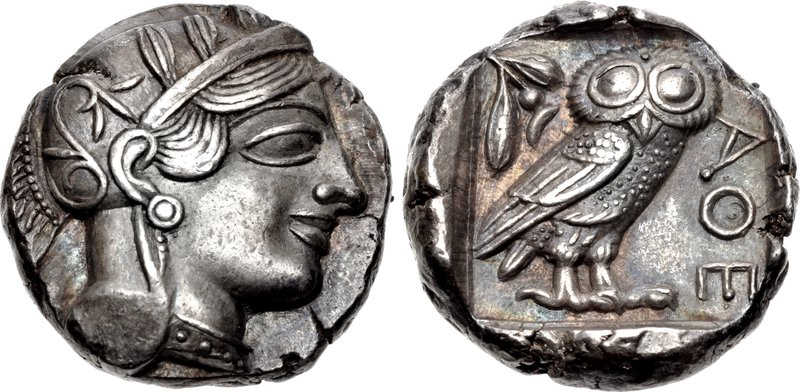
Frühklassische Münzen aus Athen bilden die größte Gruppe im Hort von Kabul. Auf der Rückseite AΘE für Athen. Um 454–404 v. Chr.

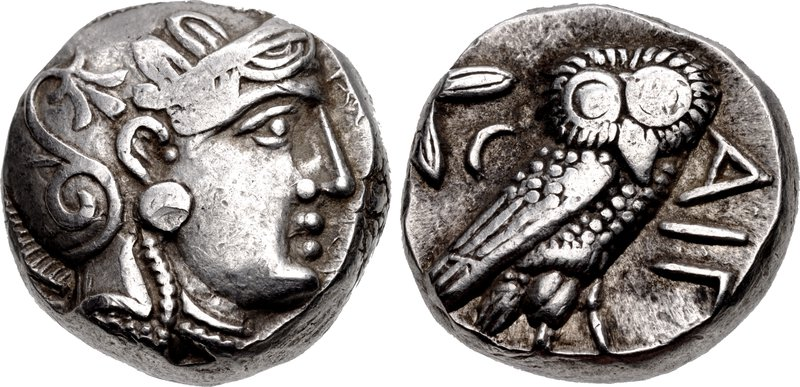
Achämenidische Imitation der Athener Münze; ein Exemplar ist im Schatz von Kabul enthalten. Um 380 v. Chr.

Der Münzschatz von Kabul, auch bezeichnet als Hort von Chaman-e-Hozori, ist ein archäologischer Fund, der 1933 in der Innenstadt von Kabul, der Hauptstadt Afghanistans gemacht wurde. Er umfasste zahlreiche achämenidische Münzen sowie griechische Münzen des 5. und 4. Jahrhunderts v. Chr., insgesamt rund 1000 Stücke. Die Deponierung kann anhand der Schlussmünze (einer imitierten athenischen Tetradrachme mit dem Münzbild der Eule) etwa auf 380 v. Chr. datiert werden.
Dieser Münzfund ist wichtig zum Verständnis und zur Chronologie der indischen Münzprägung. Denn nur selten ist es so wie in diesem Fall möglich, punzierte Münzen zu datieren. Hier gelingt es, weil sie sich mit bekannten, datierten achämenidischen und griechischen Münzen im gleichen Hort befinden. Der Schatz von Kabul beweist, dass es um 360 v. Chr. punzierte Münzen gab, was zuvor aufgrund literarischer Zeugnisse vermutet worden war. Der Numismatiker Joe Cribb nimmt an, dass das Konzept Geld wie auch Techniken der Münzprägung Indien im 4. Jahrhundert v. Chr. auf dem Weg über das Achämenidenreich erreichten. Viele indische Fachleute sehen allerdings das Münzwesen in der Ganges-Ebene als eigenständige Entwicklung an.

## Historischer Kontext

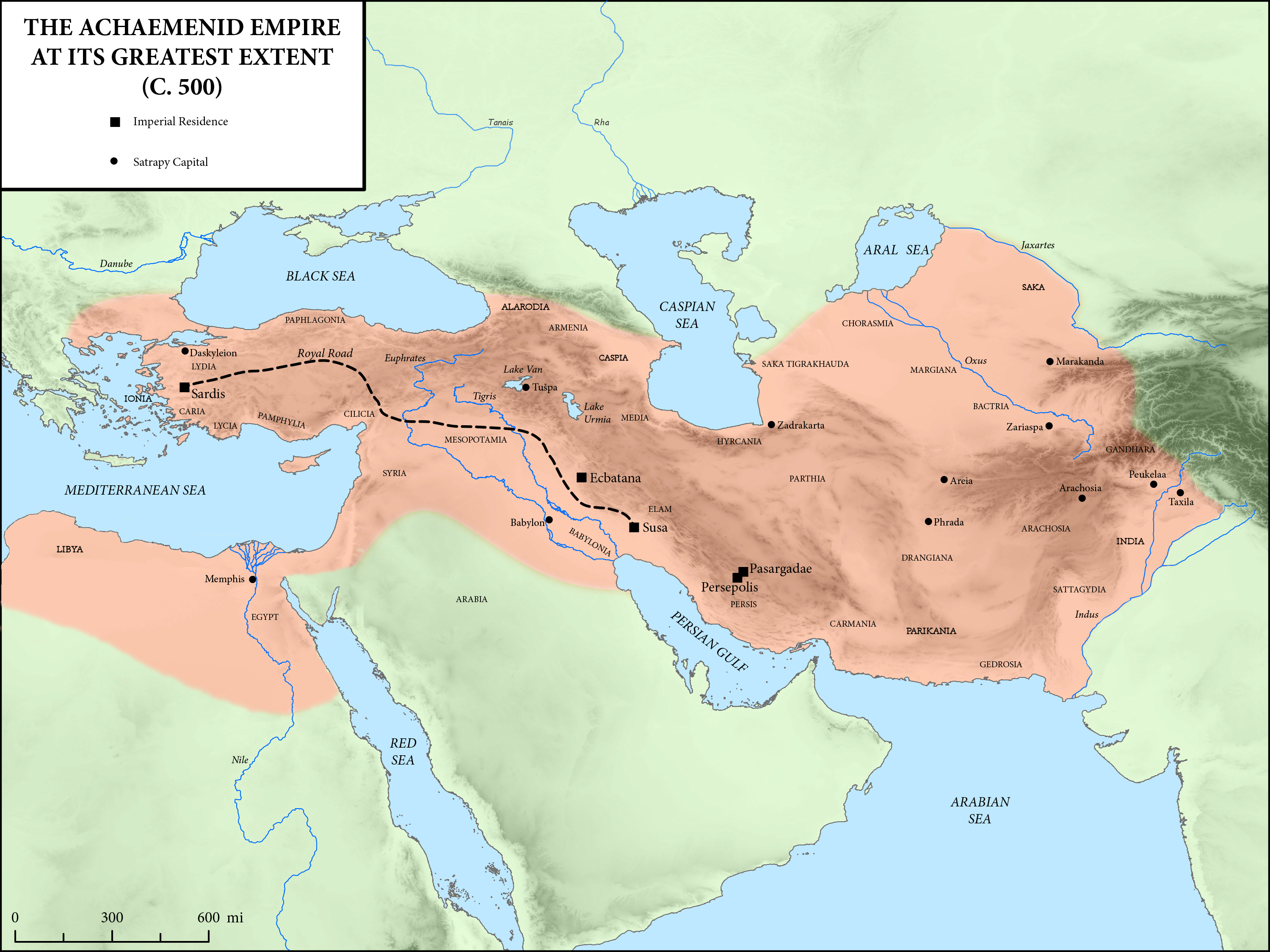
Das Achämenidenreich in seiner größten Ausdehnung, um 500 v. Chr.

In der Regierungszeit von Kyros I. (600–530 v. Chr.) kamen das Tal von Kabul und die Region von Gandhara unter achämenidische Herrschaft. Dieses Gebiet war sowohl unter seinem iranischen Namen Paropamisaden als auch unter dem indischen Namen Gandara bekannt. Es wurde zunächst von Baktrien aus verwaltet, aber um 508 v. Chr. wurde es als selbständige Satrapie organisiert. Das Verwaltungszentrum wird in Pushkalavati (nahe dem heutigen Charsadda in Pakistan) vermutet. Die Gegend war tributpflichtig bis in die Zeit von Artaxerxes (424 v. Chr.), und bis zum Indienfeldzug Alexanders des Großen wurde sie als zugehörig zum achämenidischen Reich betrachtet. Es heißt, zur Zeit Alexanders sei die Region von Hyparchen regiert worden (semi-autonomen Herrschern, die dem Großkönig Loyalität versprochen hatten). Die Form der lokalen Verwaltung in achämenidischer Zeit ist unsicher. Magee und andere bemerken hierzu, dass weder achämenidische noch klassische Quellen die Anwesenheit von Satrapen in Gandara erwähnen. Es kam jedoch zu Begegnungen von Teilnehmern des Alexanderzuges mit lokalen Herrschern.

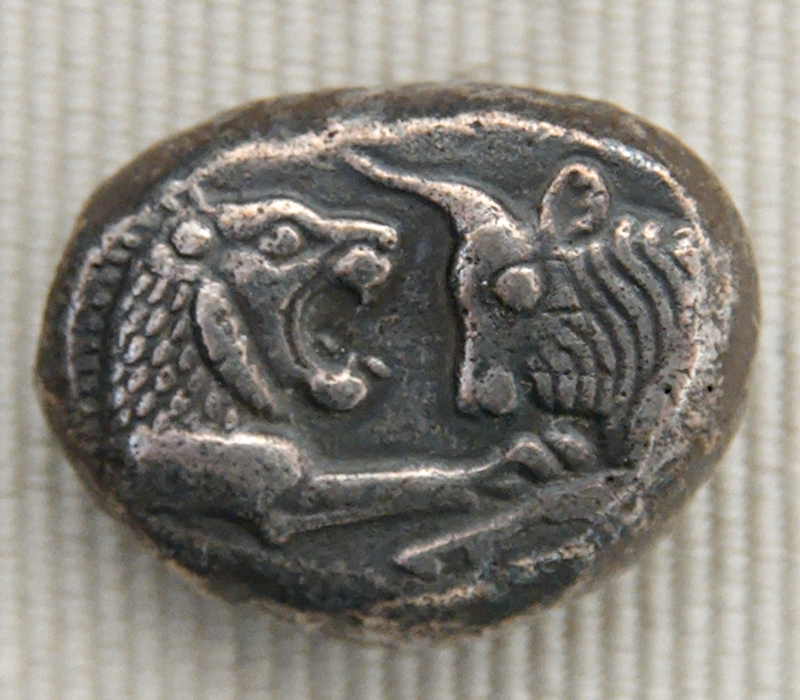
Lydische Silbermünze des Krösus, Vorderseite: Löwe und Stier

Das Münzwesen Lydiens war vorbildhaft im östlichen Mittelmeerraum. Dazu trug der hohe Stand der lydischen Metallurgie bei, besonders aber die Münzreform unter Krösus (um 561-546): die Elektrum-Münzen, deren Metallwert für die Besitzer schwer einzuschätzen war, wurden durch klar unterscheidbare Gold- und Silbermünzen ersetzt. Unter Peisistratos begann Athen mit seiner Münzprägung, die exakt kompatibel zur lydischen war (25 attische Drachmen entsprachen einem leichten lydischen Goldstater). Auf diese Weise wurde Athen zu einem wichtigen Handelspartner Lydiens. Als Kyros I. Lydien eroberte und dem achämenidischen Reich eingliederte, ließ er das für seine Zeit moderne Münzysystem unangetastet. Viele Numismatiker vermuten, dass Kyros das lydische Münzwesen schlicht übernahm und achämenidische Münzen mit dem lydischen Löwe-und-Stier-Motiv prägen ließ.
Dareios I. führte neue achämenidische Münzen ein: den goldenen Dareikos und den silbernen Siglos. Anstelle des Löwe-und-Stier-Motivs wurde nun das Bild des Großkönigs in Hofkleidung und mit Pfeil und Bogen in den Händen geprägt. Während die Dareiken populär wurden, konnte sich die Sigloi nicht durchsetzen. Die griechischen Städte prägten weiterhin ihre eigenen Silbermünzen. Sowohl diese städtischen griechischen Silbermünzen als auch die achämenidischen Sigloi zirkulierten im ganzen Achämenidenreich.

## Entdeckung und Verbleib des Münzschatzes

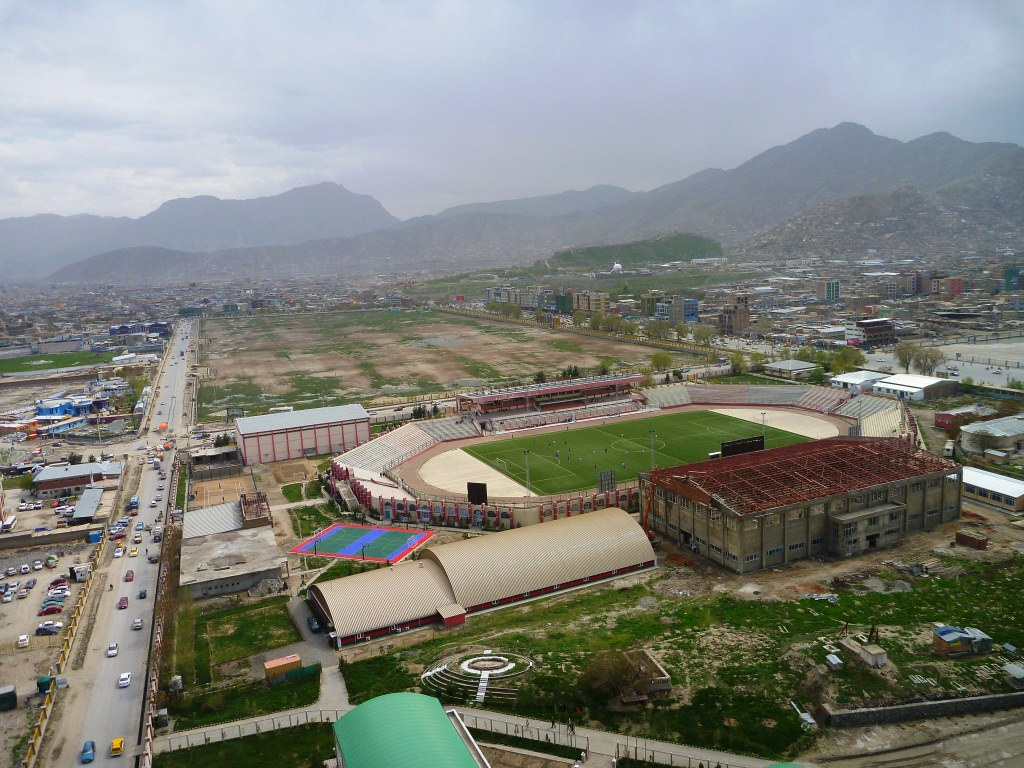
Die Freifläche hinter dem Ghazi-Stadion ist der Chaman-e-Hozori-Park

Bauarbeiter führten im Jahr 1933 Ausschachtungen für den Neubau eines Hauses nahe dem Chaman-e-Hozori-Park im Zentrum von Kabul durch. Dabei entdeckten sie einen antiken Münzschatz. Dem damaligen Direktor der Délégation Archéologique Française en Afghanistan (DAFA) zufolge umfasste der Hort etwa 1000 Silbermünzen und einige Schmuckstücke. 127 Münzen und mehrere Schmuckstücke wurden ins Nationalmuseum Kabul gebracht. Andere fanden ihren Weg in Museen außerhalb Afghanistans. Rund zwei Jahrzehnte nach dem Fund publizierte Daniel Schlumberger (DAFA) Fotos und Beschreibungen der im Museum Kabul aufbewahrten Stücke (Trésors Monétaires d'Afghanistan).
Die Münzen aus Chaman-e-Hozori blieben bis 1992/93 im Nationalmuseum Kabul. Im Afghanischen Bürgerkrieg plünderten rivalisierende Gruppen von Mudschahidin das Museum. Alle Münzen sind seitdem verschollen, ebenso wie andere Kunstwerke. Etwa zwei Jahre später tauchten 14 Münzen aus dem Bestand des Nationalmuseums in einer Privatsammlung in Pakistan auf. Osmund Bopearachchi und Aman ur Rahman beschrieben sie in dem von ihnen veröffentlichten Buch Pre-Kushana Coins in Pakistan (1995).

## Beschreibung des Münzschatzes
Zusammen mit anderen Münzfunden in Afghanistan und Pakistan deutet der Münzschatz von Kabul darauf hin, dass griechische Münzen ihren Weg nach Indien gefunden hatten und mindestens bis zum Indus gelangten – und zwar schon unter achämenidischer Herrschaft, vor dem Feldzug Alexanders des Großen. Die achämenidischen Sigloi bildeten im Schatzfund von Kabul ebenso wie in Hortfunden des gesamten Reichs allerdings eine kleine Minderheit.
Daniel Schlumberger publizierte Beschreibungen von 115 Münzen aus der Sammlung des Museums Kabul. Darunter waren 30 Münzen aus verschiedenen griechischen Städten, etwa 33 athenische Münzen und eine iranische Imitation einer athenischen Münze, 9 königlich-achämenidische Silbermünzen (Sigloi), 29 lokale Prägungen, die als „neuartig“ bezeichnet werden und 14 punzierte Münzen in Form von gebogenen Barren. Anscheinend waren klassisch-griechische und achämenidische Münzen Importe aus dem Westen.

### Achämenidische Sigloi

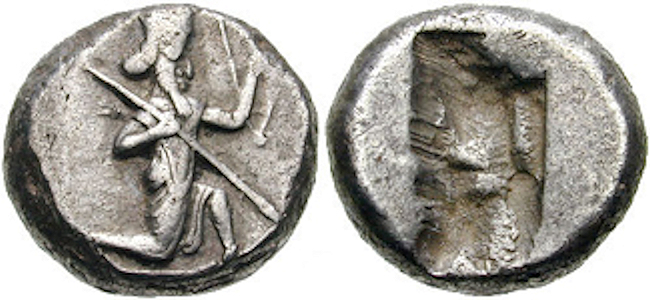
Siglos, 485–470 v. Chr. Dieser Münztyp ist auch im Hortfund von Bhir Mound (Taxila) vertreten

Sowohl im Münzschatz von Kabul, der um 350 v. Chr. deponiert wurde, als auch im Hort von Bhir Mound (zu den Ruinen von Taxila gehörig), der um 300 v. Chr. deponiert wurde, gibt es einige achämenidische Sigloi, die anscheinend aus dem Westen des Achämenidenreichs stammen. Typischerweise zeigen sie einen Bogen und Speer haltenden Achämenidenkönig im sogenannten Knielauf (Foto), auf der Rückseite findet sich eine rechteckige Punzierung. Die verschiedenen Münzschätze, die im Osten des Achämenidenreichs gefunden wurden, enthalten generell nur sehr wenige Sigloi. Dies deutet darauf hin, dass die Zirkulation der Sigloi, verglichen mit der Zirkulation griechischer Münzen (sowohl archaische als auch frühe klassische Prägungen) in diesem Teil des Großreichs relativ unbedeutend war.

### Griechische Münzen
Ganz allgemein sind die griechischen Münzen (sowohl archaische als auch frühe klassische Prägungen) vergleichsweise zahlreich in Münzhorten im Osten des Achämenidenreichs vertreten und weitaus häufiger als die Sigloi. Das deutet darauf hin, dass griechische Münzen für das Währungssystem in diesem Teil des Großreichs von zentraler Bedeutung waren.
Archaische griechische Münztypen
Der Münzschatz von Kabul enthält einige archaische, d. h. vor 480 v. Chr. geprägte Stücke, darunter Stater aus Aegina, Thasos und Chios. Diese frühen Münzen zeigen auf der Vorderseite ein Münzbild, auf der Rückseite dagegen ein punziertes geometrisches Muster.

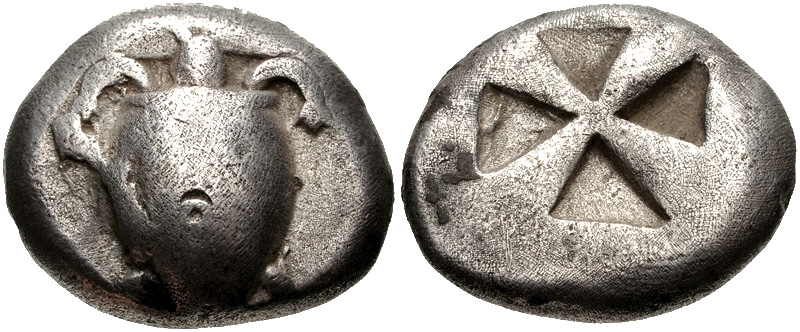
Aegina, um 510–490 v. Chr.
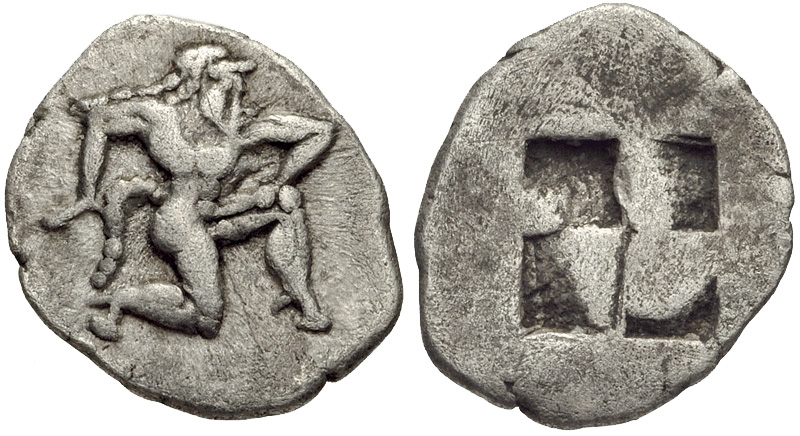
Thasos, um 500–463 v. Chr.
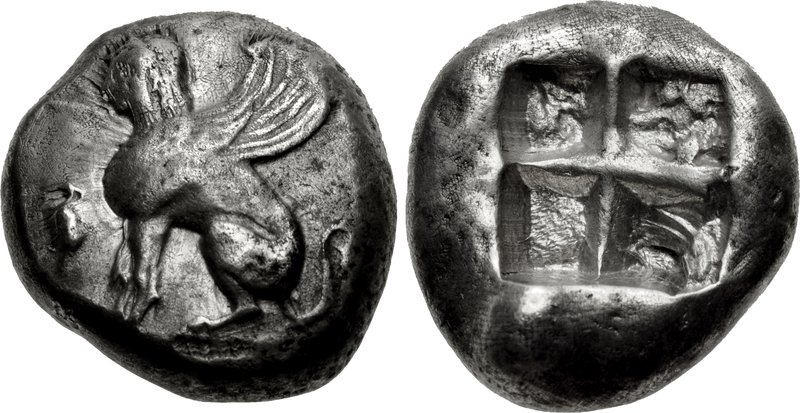
Chios, um 490–435 v. Chr.

Frühklassische griechische Münztypen
Außerdem enthält der Münzschatz von Kabul zwei frühklassische Tetradrachmen aus Akanthos sowie einen Stater aus Korkyra. Auch die Levante ist mit ihren Münzprägungen vertreten: Pamphylien, Kilikien und Zypern. Jonathan Kagan vermutet, dass diese Münzen schon kurz nach ihrer Prägung in das Gebiet von Kabul gelangten.

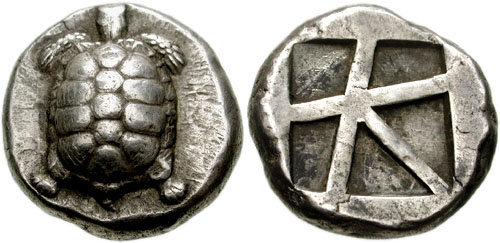
Aegina, um 456/45–431 v. Chr.
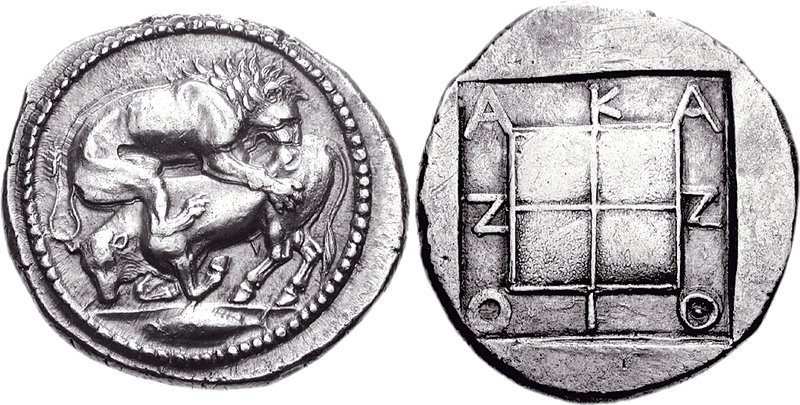
Akanthos (Chalkidike), um 470-430 v. Chr.
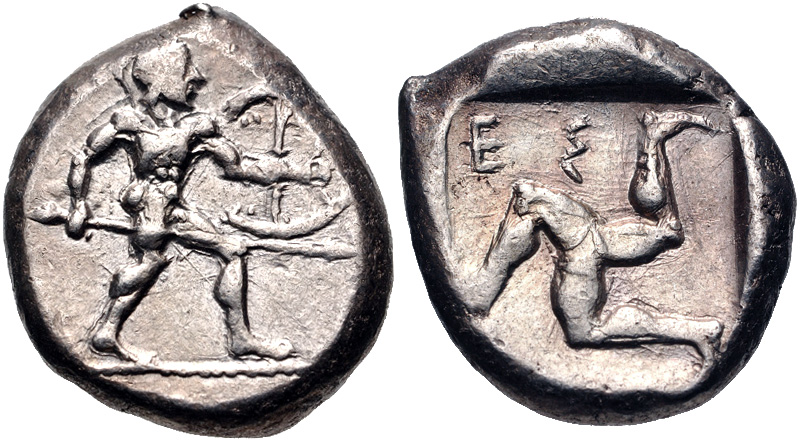
Aspendos, um 465-430 v. Chr.
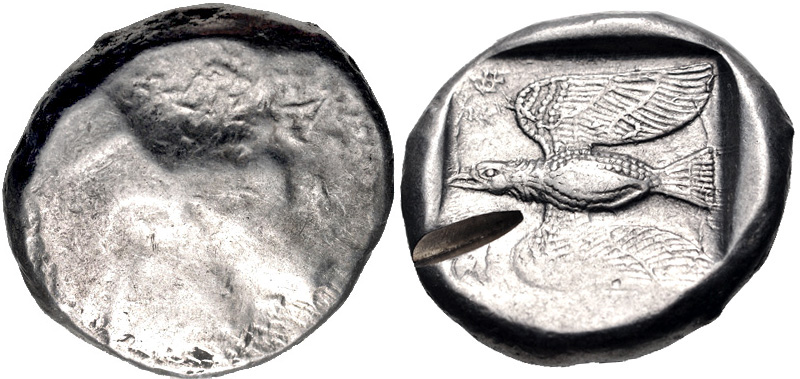
Zypern, um 450 v. Chr.

Bopearachchi und Cribb stellen fest, dass diese Münzen „ein greifbarer Beweis dafür sind, wie tief bereits im Jahrhundert vor Alexanders Eroberung der griechische Einfluss in den achämenidischen Satrapien war.“ Joe Cribb zufolge wurde die Herstellungstechnik dieser frühen griechischen Münzen bei den punzierten indischen Münzen übernommen. Diese stellen den ältesten indischen Münztyp dar.

### Runde punzierte Münzen

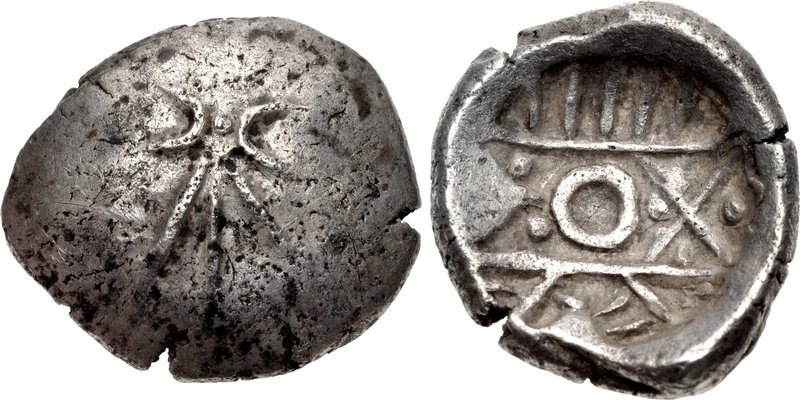
Punzierte achämenidische Münze aus dem Kabul-Tal

Schlumberger bezeichnete 29 runde punzierte Münzen aus dem Schatz von Kabul als „neuartigen Münztyp“, der von anderen Fundorten nicht bekannt sei. Es handelt sich um runde oder elliptische, gewölbte Stücke, die dem achämenidischen Münzfuß entsprechen. Die Anzahl der verwendeten Punzen ist unterschiedlich. Meist zeigt die Vorderseite eine Art Pfeil und die Rückseite ein rundes geometrisches Muster. Ähnliche Münzen sind aus dem Schatz von Shaikhan Dehri in Pushkalavati im Zentrum der Gandhara-Region bekannt, aber nicht aus Taxila.
Die Verbreitung dieses Münztyps sowohl in Kabul als auch in Pushkalavati erklärt Bopearachchi mit der Hypothese, dass es sich um lokale Prägungen des 5. Jahrhunderts handle, als die Region unter achämenidischer Kontrolle stand. Einige Autoren interpretieren sie als Münzprägung der lokalen achämenidischen Verwaltung, während andere davon ausgehen, dass die weitgehende Autonomie der Region innerhalb des Achämenidenreichs auch heißt, dass sie eine eigene Währungspolitik betrieb. Joe Cribb interpretiert diese Münzen als lokale Prägungen, die griechische Vorbilder imitierten, meist mit Münzbildern, aber auch mit geometrischen Mustern. Das Münzgewicht orientiere sich sowohl am griechischen als auch am achämenidischen Standard. Bopearachchi zufolge illustrieren die runden punzierten Münzen aus dem Schatz von Kabul den Übergang von regelmäßigen runden Münzen zum indischen Münztyp Chronologisch gehen sie den barrenförmigen, gebogenen und punzierten Münzen voraus. Außerdem entsprechen sie dem achämenidischen Gewichtsstandard: 1 Siglos zu 5,5 Gramm oder 2 Sigloi zu 11 Gramm.
Entwicklung des Designs von runden Münzen

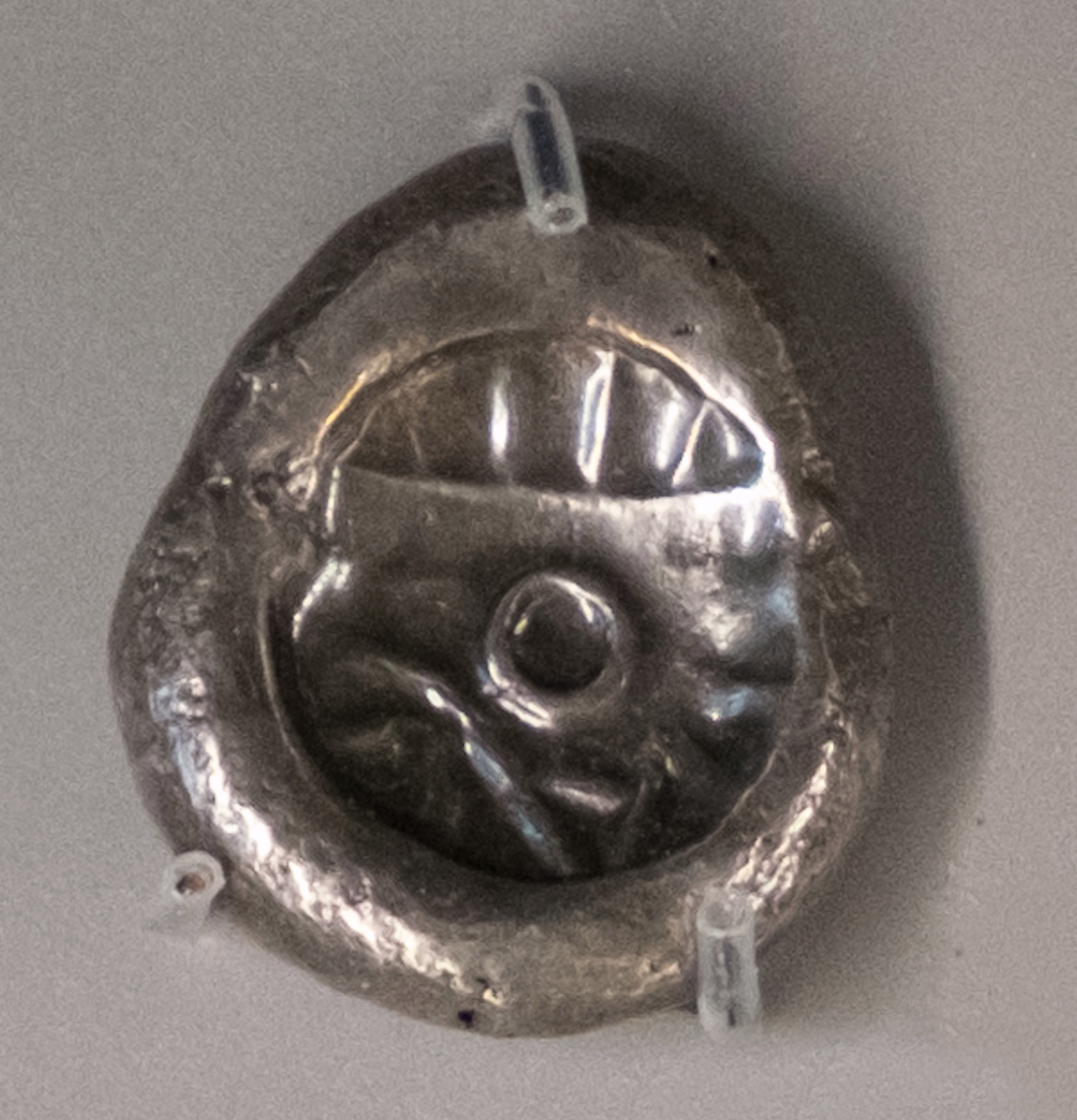
Münze aus Afghanistan, um 400 v. Chr.

An den runden Münzen im Hort von Kabul lässt sich schließlich auch eine Entwicklung des Designs gut nachvollziehen. Es beginnt mit einfachen runden Münzen, die auf der Vorder- und Rückseite Tiermotive zeigen. Das erinnert an die Münzprägungen von Krösus oder achämenidische Motive. Die runden Münzen, welche als die ältesten Stücke des Horts angesehen werden, zeigen auf der Vorderseite zwei Stierbüsten einander gegenüber, was stark an die lydischen Löwe-und-Stier-Münzen erinnert.
Bei den jüngeren Stücken erkennt man, wie das Design der Vorderseite immer mehr vernachlässigt wird, während die Rückseite an Bedeutung gewinnt. Hier sieht man gepunzte symbolische Motive; im weiteren Verlauf wird die Rückseite mit mehreren verschiedenen Punzen gearbeitet. Das heißt, diese Münzen waren Vorläufer der gebogenen und gepunzten Münzen, insbesondere der Einsatz mehrerer Punzen bei einer Münze ist charakteristisch für die frühe indische Münzprägung.

### Kurze punzierte gebogene Barren

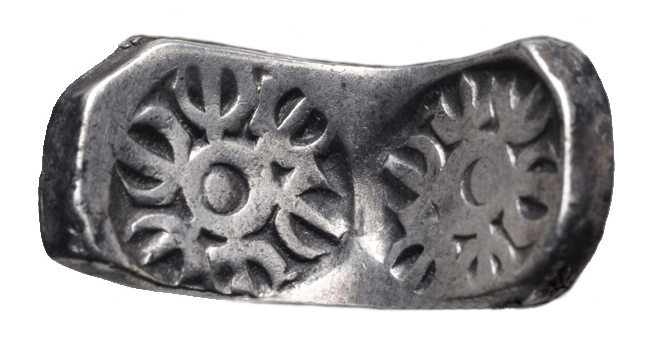
Kurze, punzierte gebogene Barren des im Kabul-Schatz häufigen Typs

Es lässt sich zeigen, dass die runden punzierten Münzen älter sind als die gebogenen Barren, die im Osten des Achämenidenreichs, von Baktrien bis zum Pandschab, als Währung zirkulierten. Der Gebrauch von Silberbarren ohne weitere Kennzeichen als Zahlungsmittel ist vom iranischen Hochplateau bekannt und scheint auch in Zentralasien in achämenidischer Zeit üblich gewesen zu sein. Gebogene Barren sieht man als eine Weiterentwicklung davon an.
Im Münzschatz von Kabul finden sich kurze, gebogene und punzierte Silberbarren (28 mm × 15 mm), die Bopearachchi den Paropamisaden zuordnet. Ihr Design weist zwei runde Symbole auf, die sich nebeneinander auf der gleichen Seite des Barrens befinden (Foto). Das erinnert an jüngere indische Münztypen. Die langen punzierten Silberbarren (42 mm × 10 mm) fehlen im Münzschatz von Kabul. Sie werden der Gandhara-Region zugeordnet und finden sich auch im Münzhort von Bhir Mound (Taxila).

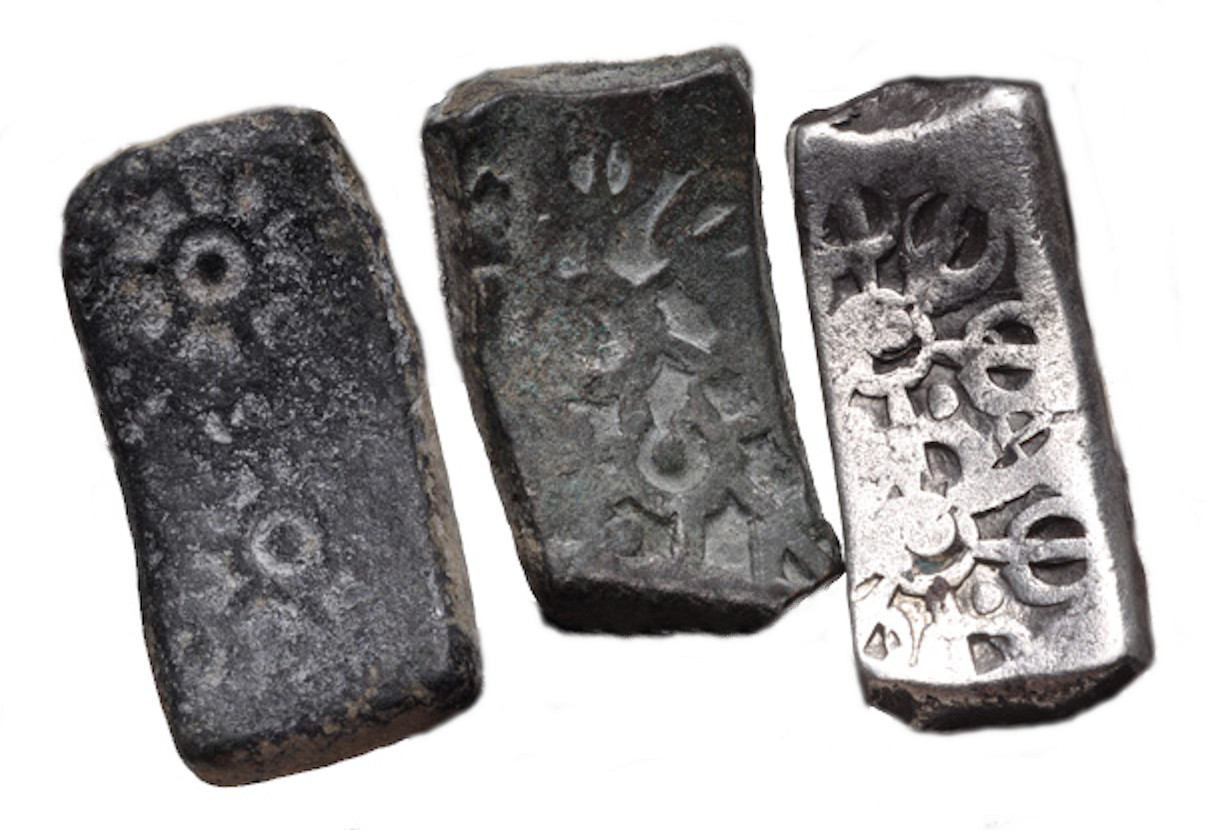
Kurze gebogene punzierte Barren eines Typs, der den Paropamisaden unter achämenidischer Herrschaft zugeordnet wird.
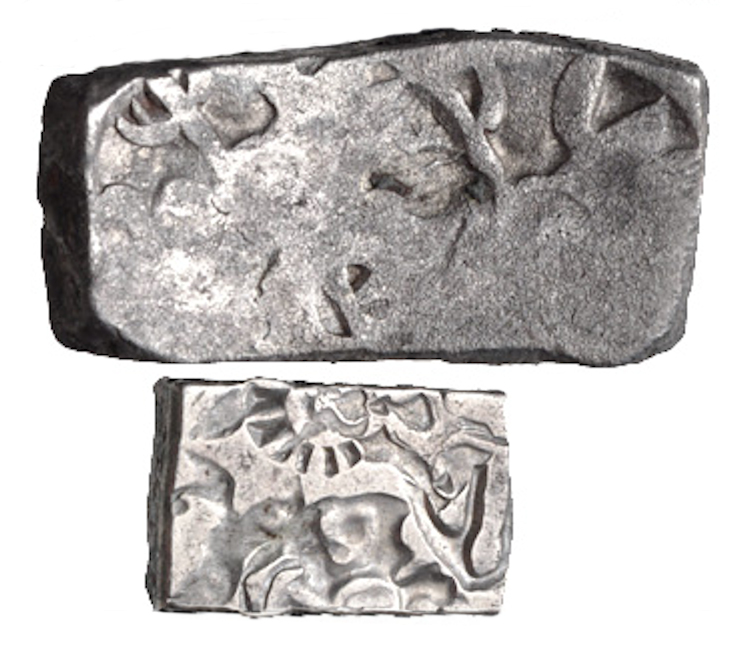
Vergleich zwischen einem kurzen punzierten Barren der Parapomisaden und einer Kahapana des Maurya-Reichs
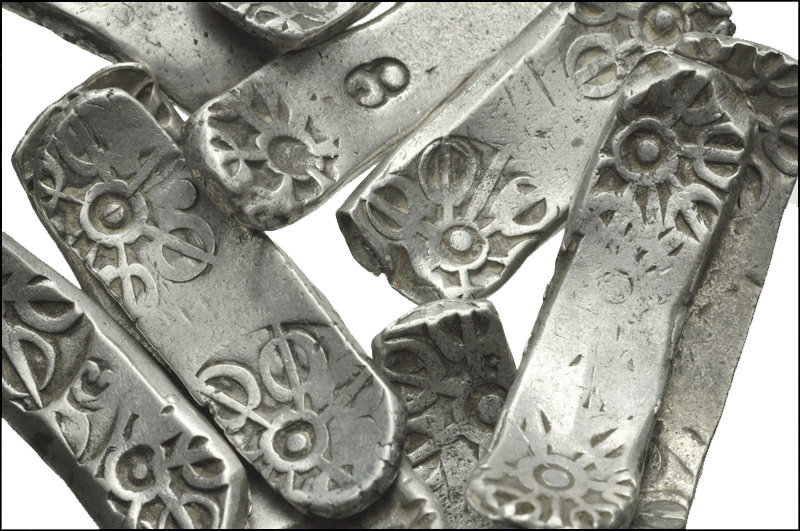
Lange punzierte Barren aus Taxila

Entwicklung der indischen punzierten Münzen

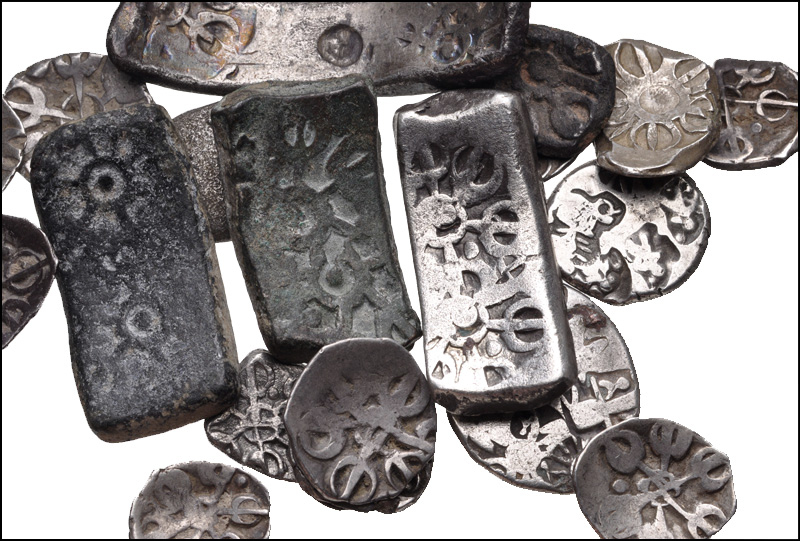
Kurze punzierte Barren der Paropamisaden, ein langer punzierter Taxila-Barren, runde Gandhara-Münzen und runde punzierte Münzen der Maurya-Zeit aus Gandhara.

Nach Joe Cribb stammen die ältesten gebogenen und punzierten Silberbarren aus dem Nordwesten; ihre schlichten Designs wurden in der Gangesebene übernommen und dann zu komplexeren Designs weiterentwickelt, die den Einsatz mehrerer Punzen bei Herstellung jeder Münze erforderten. Dafür spricht, dass aus der Gangesebene keine Münzdesigns bekannt sind, die älter wären als die schlichten Punzierungen auf gebogenen Silberbarren.
Auch Daniel Schlumberger erwägt, dass die punzierten Barren, welche den vielen aus Funden in Nordwestindien bekannten punzierten Barren ähnlich sehen, im Achämenidenreich und nicht im indischen Kernland ihren Ursprung hatten.

## Bedeutung für die Datierung indischer punzierter Münzen

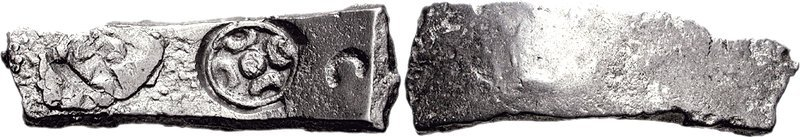
Frühe nordindische Handelswährung

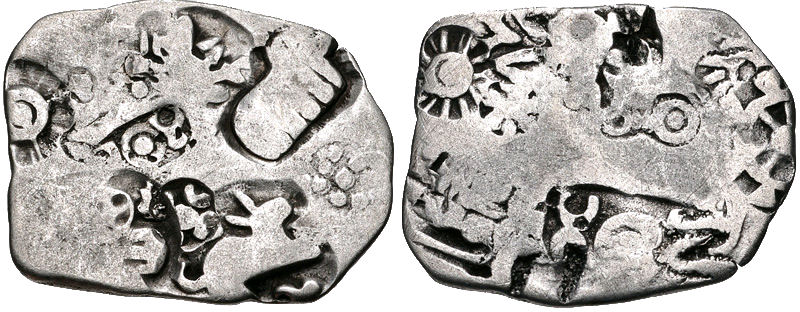
Mit mehreren Punzen gearbeitete Münze aus der Gangesebene

Man ist sich nicht sicher, ab wann punzierte Währung in Indien verwendet wurde. Die Vorschläge reichen von 1000 v. Chr. bis 500 v. Chr. Anhand des Studiums dieser Münzen ließ sich jedoch eine relative Chronologie aufstellen: die ältesten Stücke hatten eine oder zwei Punzierungen, mit der Zeit nahm deren Zahl zu.
Joe Cribb zufolge kann mit dem Münzschatz von Kabul argumentiert werden, dass die punzierte Währung relativ jung ist und nur bis ins frühe oder mittlere 4. Jahrhundert v. Chr. zurückgeht, beginnend mit den achämenidischen punzierten Stücken der Kabul- und Gandhara-Region. Das ist in Übereinstimmung mit zeitgenössischen literarischen Quellen, die Münzen als Währung in Indien erwähnen.
Die archäologischen Befunde aus Kosambi werden herangezogen, um diese Spätdatierung der gepunzten Währung zu stützen. In Straten, die dem Maurya-Reich zugeordnet werden, gab es versilberte Fälschungen, die die frühen punzierten Münzen und Barren des Münzschatzes von Kabul imitierten. Das scheint darauf hinzudeuten, dass die punzierte Währung auf die Mitte des 4. Jahrhunderts v. Chr. zurückgeht und in der Frühphase des Maurya-Reichs, ein Jahrhundert später, noch die Standardwährung darstellte.
Die Historikerin Romila Thapar vertritt dagegen die These, dass die punzierten Münzen vor der Maurya-Zeit in Umlauf waren, und mehrheitlich datiert man den Beginn der punzierten Währung früher als Cribb das tut, nämlich ins 6. Jahrhundert v. Chr.